# Wiesentrop

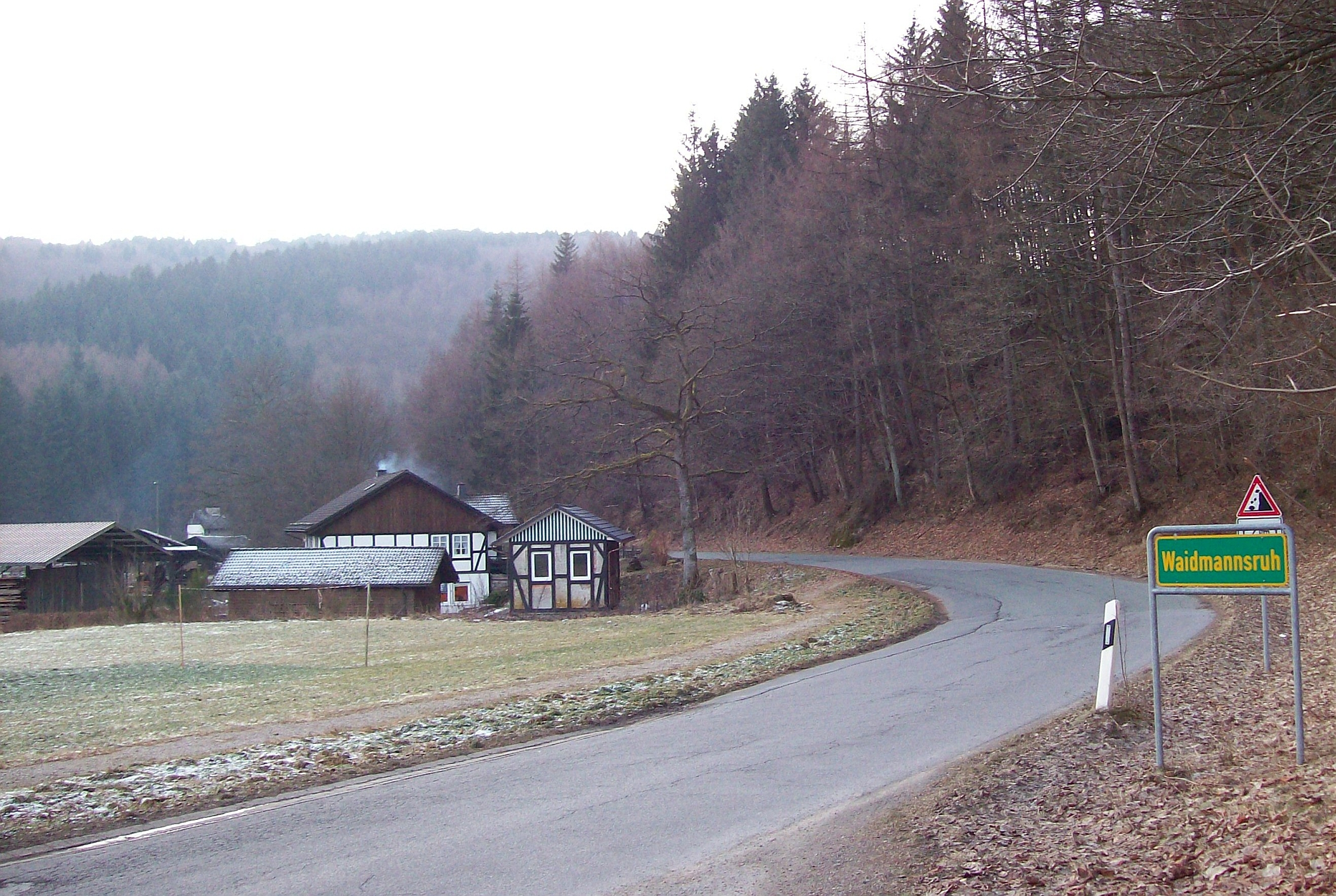
Der heutige Ortsteil Waidmannsruh

Wiesentrop ist ein in der zweiten Hälfte des 15. Jahrhunderts wüst gefallener Ort im Raum Schmallenberg im Hochsauerlandkreis (Nordrhein-Westfalen).
Der Ort lag ungefähr zwei Kilometer unterhalb von Latrop an der Mündung der Ettmecke in das Latroptal; heute befindet sich dort der Schmallenberger Ortsteil Waidmannsruh. Die Lagebezeichnungen der Wiesen im Latroptal unter- und oberhalb von Waidmannsruh sind In der Wiesentrop und Oben in der Wiesentrop.
Das Stift Meschede besaß um 1400 einen Mansus in Weysentorpe et in Latorpe. Um 1540 gab es einen Rechtsstreit zwischen den Wiesentroper Höfelingen und den Amtmännern von Bilstein, danach fiel die Wiesentroper Mark an Schmallenberg. Urkundlich erwähnt wurde der Ort 1576. In einem Prozess wurden die Aufwürfe der alten Hausstätten des verwüsteten Dorfes Wiesendorff besichtigt. Die genaue Anzahl der Höfe (vier oder fünf) ist nicht überliefert. Um 1600 waren alle Wiesentroper Äcker mit Sträuchern und Bäumen bewachsen. In der Gemarkung wurde 1794 das sogenannte Schmallenberger Haus errichtet und 1848 abgebrochen, danach wurden im Wiesentroper Talgrund ein Gasthaus, ein Sägewerk und eine Pension errichtet.  
Im Schieferbergbau- und Heimatmuseum Holthausen wird eine Kartenskizze aus dem Jahr 1750 mit dem Titel die vestiga Wiesentrop (die Überreste von Wiesentrop) aufbewahrt.